# Salvatore Puntillo
Salvatore Puntillo (Rende, 27 luglio 1935 – Roma, 14 luglio 2024) è stato un attore italiano.

## Biografia
Esordì al cinema nella prima metà degli anni Sessanta in qualità di comprimario. Pur rimanendo nella folta schiera dei caratteristi italiani, nel corso degli anni si dimostrò un attore versatile, sapendo destreggiarsi in generi cinematografici diversi: collezionò nella sua filmografia oltre cinquanta pellicole spazianti dalle commedie agli erotici e dai polizieschi ai drammi.
L'attore, ormai quasi inattivo dalla fine degli anni Novanta, morì improvvisamente il 14 luglio 2024, due settimane prima di compiere 89 anni,  colto da un infarto all'interno della sua abitazione romana.

## Filmografia

### Cinema
- Marco Polo, regia di Piero Pierotti e Hugo Fregonese (1961)
- Un dollaro tra i denti, regia di Luigi Vanzi (1967)
- Faustina, regia di Luigi Magni (1968)
- Top Sensation, regia di Ottavio Alessi (1969)
- Io e Dio, regia di Pasquale Squitieri (1970)
- Arriva Durango... paga o muori, regia di Roberto Bianchi Montero (1971)
- Il vero e il falso, regia di Eriprando Visconti (1972)
- Le calde notti del Decameron, regia di Gian Paolo Callegari (1972)
- Camorra, regia di Pasquale Squitieri (1972)
- Le mille e una notte all'italiana, regia di Antonio Racioppi e Carlo Infascelli (1972)
- L'arma l'ora il movente, regia di Francesco Mazzei (1972)
- Finalmente... le mille e una notte, regia di Antonio Margheriti (1972)
- Il Decamerone proibito, regia di Carlo Infascelli (1972)
- Sentivano... uno strano, eccitante, pericoloso puzzo di dollari, regia di Italo Alfaro (1973)
- Il figlioccio del padrino, regia di Mariano Laurenti (1973)
- Il figlio della sepolta viva, regia di Luciano Ercoli (1974)
- La polizia chiede aiuto, regia di Massimo Dallamano (1974)
- Manone il ladrone, regia di Antonio Margheriti (1974)
- La città gioca d'azzardo, regia di Sergio Martino (1975)
- Profondo rosso, regia di Dario Argento (1975)
- Conviene far bene l'amore, regia di Pasquale Festa Campanile (1975)
- I quattro dell'apocalisse, regia di Lucio Fulci (1975)
- Peccatori di provincia, regia di Tiziano Longo (1976)
- L'infermiera... di mio padre, regia di Mario Bianchi (1976)
- Il letto in piazza, regia di Bruno Gaburro (1976)
- Vai col liscio, regia di Giancarlo Nicotra (1976)
- Milano violenta, regia di Mario Caiano (1976)
- Sette note in nero, regia di Lucio Fulci (1977)
- Mannaja, regia di Sergio Martino (1977)
- L'avvocato della mala, regia di Alberto Marras (1977)
- Stato interessante, regia di Sergio Nasca (1977)
- Corleone, regia di Pasquale Squitieri (1978)
- Con la zia non è peccato, regia di Giuseppe Pulieri (1980)
- Dicembre, regia di Antonio Monda (1990)
- Il portaborse, regia di Daniele Luchetti (1991)
- Il giudice ragazzino, regia di Alessandro Di Robilant (1994)
- Mollo tutto, regia di José María Sánchez (1995)
- Un inverno freddo freddo, regia di Roberto Cimpanelli (1996)
- Li chiamarono... briganti!, regia di Pasquale Squitieri (1999)

### Televisione
- La trincea, regia di Vittorio Cottafavi - sceneggiato TV (1961)
- L'idolo delle scene, regia di Vittorio Cottafavi (1967)
- I racconti del maresciallo, regia di Mario Soldati - sceneggiato TV (1968)
- Jekyll, regia di Giorgio Albertazzi - sceneggiato TV  (1969)
- Il giuoco delle parti di Luigi Pirandello, regia di Giorgio De Lullo (1970)
- Joe Petrosino, regia di Daniele D'Anza - sceneggiato TV (1972)
- La porta sul buio, regia di Dario Argento (1973)
- Il picciotto, regia di Alberto Negrin (1973)
- Il commissario De Vincenzi, regia di Mario Ferrero (1974)
- Sotto il placido Don, regia di Vittorio Cottafavi (1974)
- L'eroe, regia di Manuel De Sica - film TV (1974)
- Signora Ava, regia di Antonio Calenda - sceneggiato TV (1975)
- Lo scandalo della Banca Romana, regia di Luigi Perelli - sceneggiato TV (1977)
- Morte di un seduttore di paese, regia di Nanni Fabbri (1978)
- Storie della camorra, regia di Paolo Gazzara (1978)
- Episodi della vita di un uomo, regia di Giuliana Berlinguer (1980)
- Marco Polo, regia di Giuliano Montaldo - sceneggiato TV (1982)
- Olga e i suoi figli, regia di Salvatore Nocita (1985)
- Classe di ferro, regia di Bruno Corbucci (1991)
- Il giorno della Shoah, regia di Pasquale Squitieri (2010)

## Doppiatori
- Arturo Dominici in Arriva Durango... paga o muori
- Luigi Montini in Milano violenta